# Jyväskylän Jalkapalloklubi 2017

## Stagione
Nella stagione 2017 il JJK ha disputato la Veikkausliiga, massima serie del campionato finlandese di calcio, terminando il torneo al dodicesimo posto con 29 punti conquistati in 33 giornate, frutto di 6 vittorie, 8 pareggi e 19 sconfitte, venendo così retrocesso direttamente in Ykkönen. In Suomen Cup è sceso in campo a partire dal sesto turno, venendo subito eliminato avendo chiuso la fase a gironi come quinto classificato nel girone E.

## Organico

### Rosa
| N. |                      | Ruolo | Calciatore         |
| -- | -------------------- | ----- | ------------------ |
| 1  | Finlandia (bandiera) | P     | Jere Pyhäranta     |
| 2  | Finlandia (bandiera) | D     | Matti Lähitie      |
| 4  | Svezia (bandiera)    | D     | Felix Gustavsson   |
| 5  | Finlandia (bandiera) | C     | Mikko Manninen     |
| 6  | Finlandia (bandiera) | A     | Jasin Abahassine   |
| 7  | Finlandia (bandiera) | C     | Ville Kirvesoja    |
| 8  | Finlandia (bandiera) | D     | Matti Kohonen      |
| 9  | Camerun (bandiera)   | A     | Gaël Etock         |
| 10 | Finlandia (bandiera) | C     | Tommi Kari         |
| 11 | Finlandia (bandiera) | D     | Tatu Varmanen      |
| 12 | Finlandia (bandiera) | D     | Antto Tapaninen    |
| 13 | Finlandia (bandiera) | C     | Tuomas Koppelomäki |
| 14 | Finlandia (bandiera) | C     | Verneri Välimaa    |
| 15 | Finlandia (bandiera) | A     | Toni Tahvanainen   |
| 16 | Finlandia (bandiera) | C     | Samu Suoraniemi    |

| N. |                       | Ruolo | Calciatore           |
| -- | --------------------- | ----- | -------------------- |
| 17 | Finlandia (bandiera)  | C     | Saku Leppänen        |
| 18 | Finlandia (bandiera)  | D     | Honar Abdi           |
| 19 | Finlandia (bandiera)  | C     | Benno Hanslian       |
| 20 | Finlandia (bandiera)  | D     | Samu Nieminen        |
| 22 | Finlandia (bandiera)  | P     | Teppo Marttinen      |
| 23 | Finlandia (bandiera)  | C     | Patrick Poutiainen   |
| 24 | Finlandia (bandiera)  | C     | Settyslas Loutelamio |
| 25 | Finlandia (bandiera)  | A     | Elias Ahde           |
| 26 | Finlandia (bandiera)  | D     | Severi Vielma        |
| 27 | Montenegro (bandiera) | A     | Saša Jovović         |
| 28 | Finlandia (bandiera)  | C     | Aatu Manninen        |
| 29 | Estonia (bandiera)    | D     | Hindrek Ojamaa       |
| 51 | Finlandia (bandiera)  | C     | Tomi Petrescu        |
|    | Finlandia (bandiera)  | C     | Oskari Sallinen      |

## Statistiche

### Statistiche di squadra
| Competizione  | Punti | In casa | In casa | In casa | In casa | In casa | In casa | In trasferta | In trasferta | In trasferta | In trasferta | In trasferta | In trasferta | Totale | Totale | Totale | Totale | Totale | Totale | DR  |
| Competizione  | Punti | G       | V       | N       | P       | Gf      | Gs      | G            | V            | N            | P            | Gf           | Gs           | G      | V      | N      | P      | Gf     | Gs     | DR  |
| ------------- | ----- | ------- | ------- | ------- | ------- | ------- | ------- | ------------ | ------------ | ------------ | ------------ | ------------ | ------------ | ------ | ------ | ------ | ------ | ------ | ------ | --- |
| Veikkausliiga | 26    | 16      | 4       | 3       | 9       | 16      | 33      | 17           | 2            | 5            | 10           | 16           | 30           | 33     | 6      | 8      | 19     | 32     | 63     | -31 |
| Suomen Cup    | -     | 2       | 1       | 0       | 1       | 4       | 3       | 3            | 0            | 0            | 3            | 3            | 16           | 5      | 1      | 0      | 4      | 7      | 19     | -12 |
| Totale        | -     | 18      | 5       | 3       | 10      | 20      | 36      | 20           | 2            | 5            | 13           | 19           | 46           | 38     | 7      | 8      | 23     | 39     | 82     | -43 |